# Cromàtide germana
Una cromàtide germana és una de les dues cromàtides d'un mateix cromosoma unides per un mateix centròmer. Un cop les cromàtides germanes s'han separat (durant l'anafase de la mitosi o l'anafase tardana de la meiosi de la reproducció sexual), se les anomena de nou cromosomes. Tot i tenir la mateixa massa genètica que les cromàtides individuals que van formar el seu pare, les "molècules" filles s'anomenen cromosomes d'una manera similar a la qual un fill d'un parell de bessons no es coneix com un bessó individual. La seqüència d'ADN de dues cromàtides germanes és completament idèntica (a part dels molt poc freqüents errors de còpia d'ADN).
L'intercanvi de cromàtides germanes (SCE) és l'intercanvi d'informació genètica entre dues cromàtides germanes. Aquest intercanvi pot ocórrer durant la mitosi o la meiosi. Aquests intercanvis semblen reflectir principalment els processos de reparació de l'ADN que responen al dany de l'ADN.
Per contra, les cromàtides no germanes, es refereixen a qualsevol de les dues cromàtides de cromosomes homòlegs emparellats, és a dir, l'aparellament d'un cromosoma patern i un cromosoma matern. En els encreuaments cromosòmics, les cromàtides homòlogues formen quiasmes per intercanviar material genètic durant la profase I de la meiosi.